# ربکا ساتین
ربکا ساتین (انگلیسی: Rebecca Sattin; ۲۹ اکتبر ۱۹۸۰ – ) قایقران روئینگ اهل استرالیا بود.
وی در مسابقات کشوری و بین‌المللی در مجموع برندهٔ ۲ مدال طلا، ۱ مدال نقره، ۱ مدال برنز شده‌است.